# Робот-жокей
Робот-жокей зазвичай використовується в верблюжих перегонах як заміна людям-жокеям. Роботи-жокеї, розроблені в 2004 році, поступово витіснили використання людей-жокеїв, які у випадку верблюжих перегонів у Саудівській Аравії, Бахрейні, Об'єднаних Арабських Еміратах і Катарі часто є маленькими дітьми, які, як повідомляється, страждають від системних порушень прав людини. У відповідь на міжнародне засудження таких зловживань країни Катару та ОАЕ заборонили використовувати людей-жокеїв на користь роботів.

## Використання людей

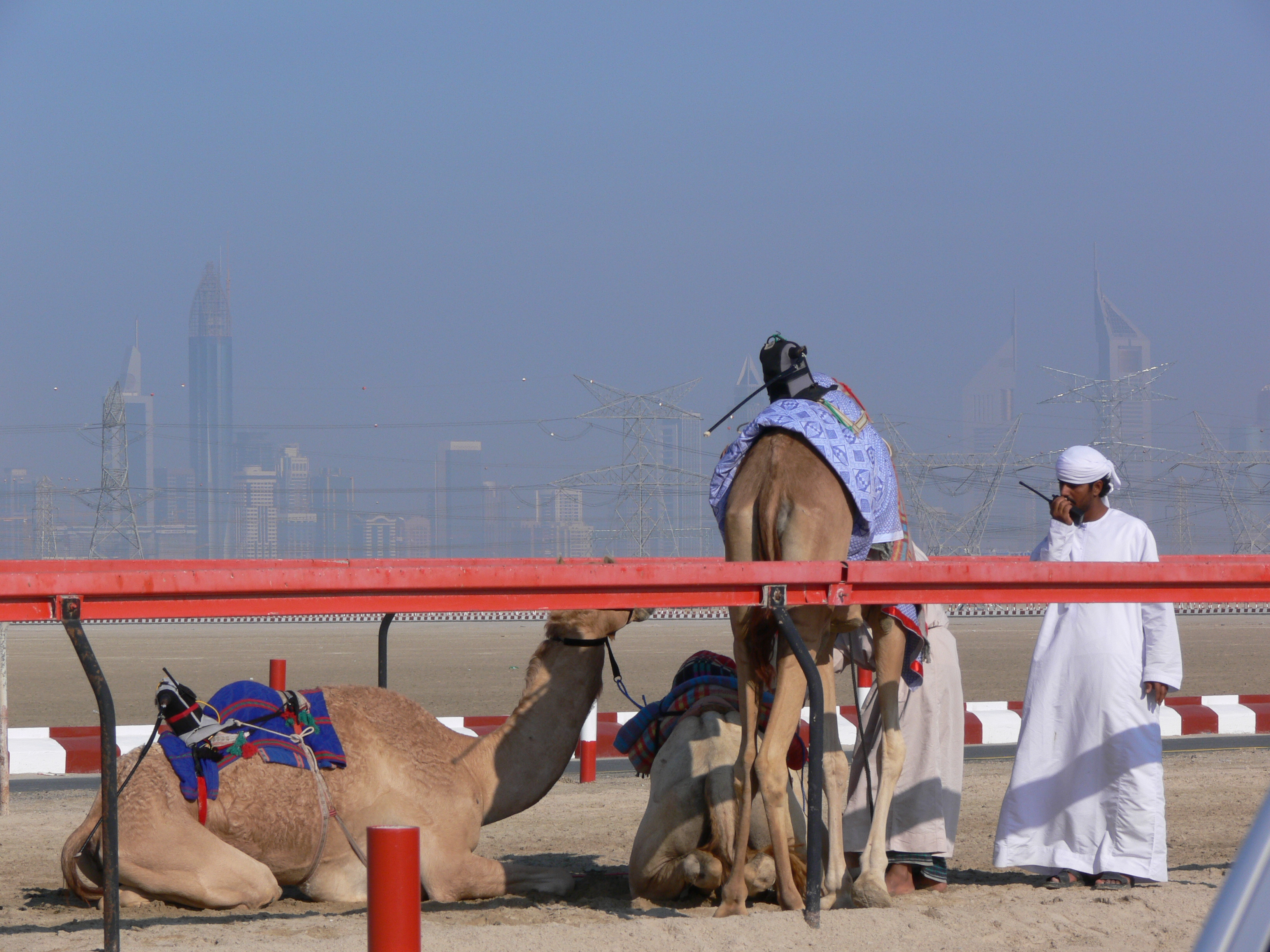
Верблюди, на яких сидять роботи-жокеї

Перегони на верблюдах існують тисячі років. «Спорт шейхів» майже виключно використовував маленьких дітей, зазвичай хлопчиків у віці близько чотирьох років, щоб їздити верхи та керувати верблюдами. Часто хлопців морили голодом, щоб вони були якомога легшими. Багато хлопчиків, яких використовували для перегонів, часто продавали організаторам перегонів або власникам верблюдів, також існувала активна торгівля дітьми-рабами для верблюдів-жокеїв, залучаючи жертв викрадення людей або дітей бідних сімей, які продавали їх у рабство.

## Заборона дітей-жокеїв
Об'єднані Арабські Емірати були першими, хто заборонив використання дітей до 15 років як жокеїв у популярному місцевому виді спорту верблюжих перегонах, коли шейх Хамдан бін Заїд Аль Нахайян оголосив про заборону 29 липня 2002 року. У той час як ОАЕ заявили, що застосовують покарання для тих, хто використовує дітей як жокеїв, у 2010 році волонтери з Anti-Slavery International сфотографували порушення заборони.
У 2005 році емір Катару шейх Хамад Бін Халіфа Аль-Тані заборонив дітей-жокеїв і постановив, що до 2007 року всіма перегонами на верблюдах керуватимуть роботи-жокеї.

## Розробка та використання

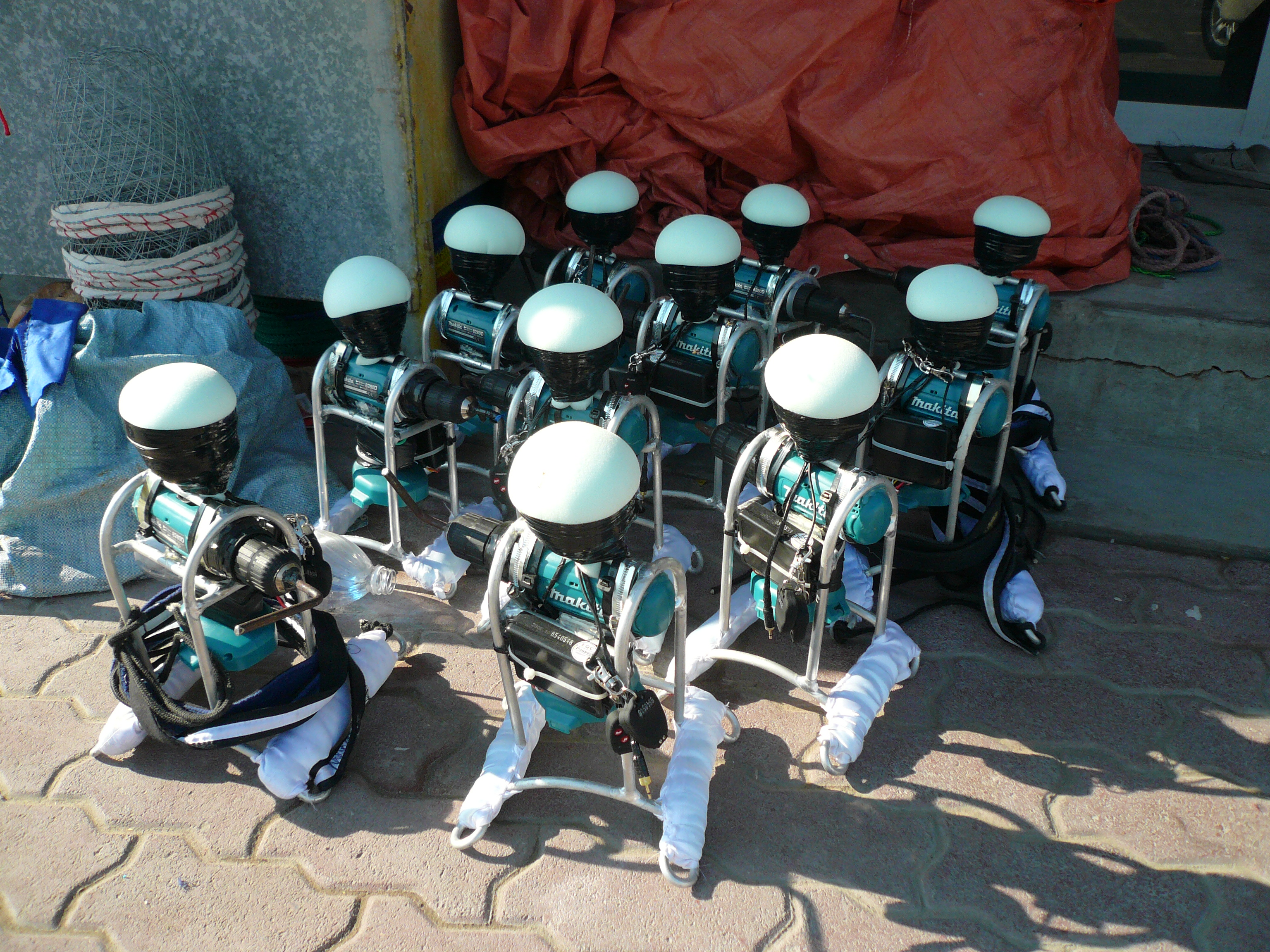
Роботи-жокеї

Уряд Катару розпочав розробку роботів на початку 2001 року. Першу вдалу модель створив у 2003 році Stanely у співпраці з Рашидом Алі Ібрагімом з Катарського наукового клубу. Наприкінці 2003 року проект із переглянутим аналізом було подано на тендер швейцарській робототехнічній фірмі K-Team. Початкові проблеми, з якими зіткнулася команда дизайнерів на чолі з Александром Коло, включали той факт, що верблюди були привчені до використання людей-жокеїв. Ранні конструкції збивали з пантелику або лякали верблюдів. Дизайни були змінені, щоб включити більше людських рис, включаючи обличчя, схоже на манекен, сонцезахисні окуляри, капелюхи, спортивний шовк і навіть традиційні парфуми, які використовують люди-жокеї. Інші технічні проблеми включали умови, в яких працюватимуть роботи та комп'ютери: високі температури запиленої пустелі, а також швидка та нерівна їзда. Перші успішні офіційні перегони за участю роботизованих жокеїв були проведені в Катарі в 2005 році. Роботи мають алюмінієву раму з «грудною кліткою», а схемна коробка була розміром приблизно з велику книгу та керувала руками, що керують батогом і поводами. Робот також може контролювати та передавати швидкість і частоту серцевих скорочень верблюда.
Через велику вагу (від 16 до 18 кг) і високу вартість, швейцарський продукт був виключений і замінений меншим, легшим (2-3 кг) і дешевші моделі в Катарі та ОАЕ. Новіші моделі були розроблені з використанням систем RKE, удосконалених двостороннім радіоуправлінням і GSM-мобільним керуванням Esan Maruff, а пізніше після подальших досліджень у Центрі RAQBI був створений «Голосовий і ударний командний робот із датчиком удару».
Роботи дистанційно керуються операторами, які їздять уздовж гоночної траси на позашляховиках.

## Поточне використання
Широке використання почалося з Катару та ОАЕ, а потім поширилося на всі країни Перської затоки, де роботи були широко прийняті.